# Air Antilles Express

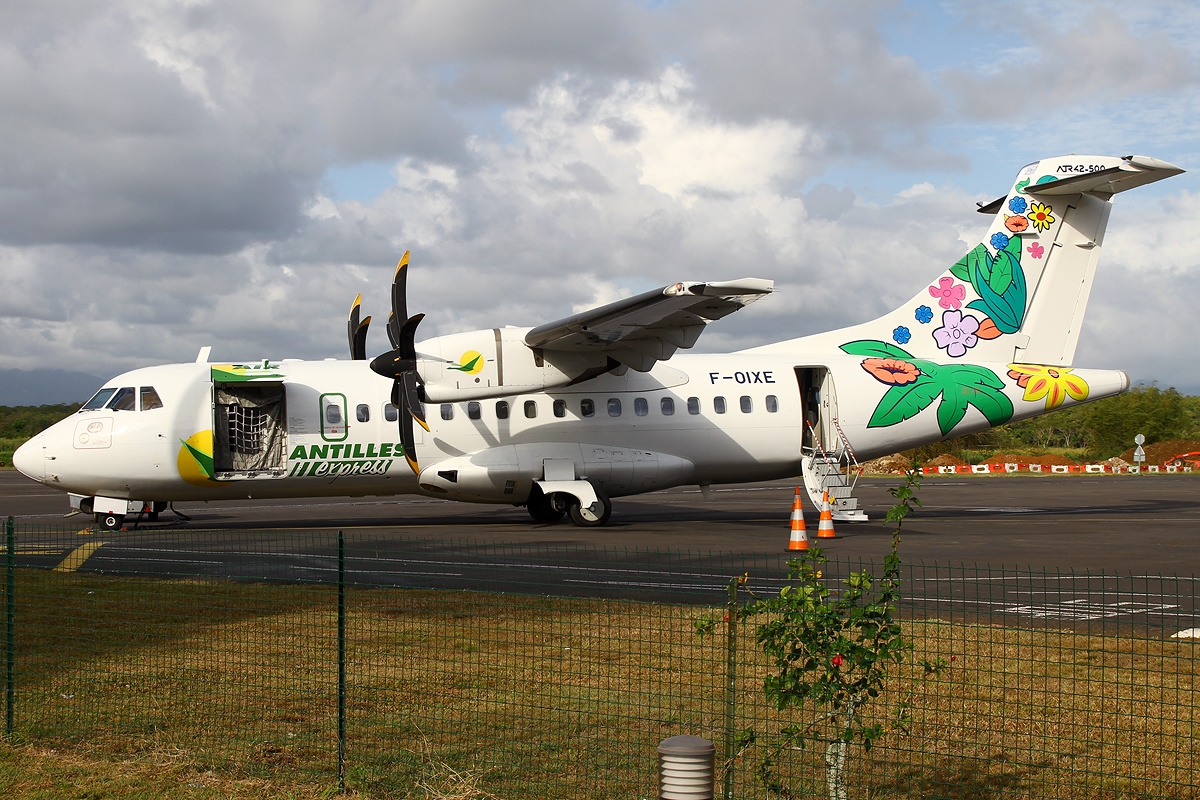
ATR 42-500 авиакомпании Air Antilles Express в аэропорту Пуэнт-а-Питр

Air Antilles Express — коммерческая авиакомпания Гваделупы со штаб-квартирой в городе Пуэнт-а-Питр, работающая на региональных авиаперевозках Французской Вест-Индии. Портом приписки авиакомпании и главным транзитным узлом (хабом) является международный аэропорт Пуэнт-а-Питр.

## История
Air Antilles Express была основана в 2002 году и начала операционную деятельность в декабре того же года. Компания принадлежит холдингу Compagnie Aérienne Inter Régionale Express (CAIRE) и работает совместно с другой дочерней авиакомпанией этого холдинга Air Guyane Express, используя общие коды ИКАО, ИАТА и один и тот же позывной.

## Маршрутная сеть
В 2012 году маршрутная сеть регулярных (в том числе и сезонных) перевозок авиакомпании Air Antilles Express включала в себя следующие пункты назначения:
- Антигуа
  - Сент-Джонс — международный аэропорт Сент-Джонс (июль-август)
- Барбадос
  - Бриджтаун — международный аэропорт имени Грэнтли Адамса
- Доминиканская Республика
  - Пунта-Кана — международный аэропорт Пунта-Кана (июль-август)
  - Ла-Романа — международный аэропорт Ла-Романа (июль-август)
  - Санто-Доминго / Бока-Чика — международный аэропорт Лас-Америкас
- Гваделупа
  - Пуэнт-а-Питр — международный аэропорт Пуэнт-а-Питр (хаб)
- Мартиника
  - Фор-де-Франс — международный аэропорт Мартиники имени Эме Сезера
- Сен-Бартелеми
  - Сен-Жан — аэропорт имени Густава III
- Сент-Люсия
  - Кастри — аэропорт имени Джорджа Ф. Л. Чарльза
- Синт-Мартен
  - Филипсбург — международный аэропорт имени принцессы Юлианы

## Флот
В мае 2011 года воздушный флот авиакомпании Air Antilles Express составляли следующие самолёты:
| Тип самолёта                         | В эксплуатации | Пассажирских мест | Примечания                           |
| ------------------------------------ | -------------- | ----------------- | ------------------------------------ |
| ATR 42-500                           | 4              | 48                | 1 в аренде из а/к Air Guyane Express |
| De Havilland Canada DHC-6 Twin Otter | 2              | 19                |                                      |
| Cessna 208B Grand Caravan            | 2              | 19                |                                      |